# جهش‌یافتگان (فیلم ۲۰۰۹)
جهش‌یافته (انگلیسی: Mutants) فیلمی در ژانر ترسناک است که در سال ۲۰۰۹ منتشر شد. از بازیگران آن می‌توان به الن دو فوژرول و فرانسیس رنو اشاره کرد.